# 631-es busz
A 631-es számú elővárosi autóbusz Alsónémedi és Budapest (Népliget) között közlekedik.

## Megállóhelyei
Az átszállási kapcsolatok között az azonos útvonalon közlekedő 630-as busz nincsen feltüntetve.
| 631 (Budapest, Népliget autóbusz-pályaudvar – Alsónémedi, ócsai elágazás) | 631 (Budapest, Népliget autóbusz-pályaudvar – Alsónémedi, ócsai elágazás) | 631 (Budapest, Népliget autóbusz-pályaudvar – Alsónémedi, ócsai elágazás) | 631 (Budapest, Népliget autóbusz-pályaudvar – Alsónémedi, ócsai elágazás) | 631 (Budapest, Népliget autóbusz-pályaudvar – Alsónémedi, ócsai elágazás) | 631 (Budapest, Népliget autóbusz-pályaudvar – Alsónémedi, ócsai elágazás) | 631 (Budapest, Népliget autóbusz-pályaudvar – Alsónémedi, ócsai elágazás) | 631 (Budapest, Népliget autóbusz-pályaudvar – Alsónémedi, ócsai elágazás) |
| Perc (↓)                                                                  | Perc (↓)                                                                  | Perc (↓)                                                                  | Megállóhely                                                               | Perc (↑)                                                                  | Perc (↑)                                                                  | Perc (↑)                                                                  | Átszállási kapcsolatok |
| ------------------------------------------------------------------------- | ------------------------------------------------------------------------- | ------------------------------------------------------------------------- | ------------------------------------------------------------------------- | ------------------------------------------------------------------------- | ------------------------------------------------------------------------- | ------------------------------------------------------------------------- | --- |
| 0                                                                         | 0                                                                         | 0                                                                         | Budapest, Népliget autóbusz-pályaudvar végállomás                         | 47                                                                        | 49                                                                        | 37                                                                        | 1, 1A 83 254E 607, 608, 626, 628, 629, 632, 633, 635, 636, 650, 653, 654, 655, 656, 657, 659, 660, 661, 679, 705 1080, 1081, 1085, 1087, 1090, 1092, 1094, 1110, 1111, 1113, 1115, 1120, 1121, 1125, 1131, 1134, 1136, 1172, 1173, 1174, 1175, 1176, 1177, 1183, 1184, 1185, 1188, 1189, 1190, 1193, 1194, 1201, 1205, 1212, 1215, 1216, 1229, 1251, 1253, 1254, 1257, 1268 |
| ∫                                                                         | ∫                                                                         | ∫                                                                         | Budapest, Mester utca / Könyves Kálmán körút (csak leszállás céljából)    | 43                                                                        | 45                                                                        | 33                                                                        | 1, 2B, 51, 51A 281 |
| ∫                                                                         | ∫                                                                         | ∫                                                                         | Budapest, Közvágóhíd (Kvassay Jenő út) (csak leszállás céljából)          | 42                                                                        | 44                                                                        | 32                                                                        | 1, 2, 24 54, 55, 179, 223E, 224, 224E, 255E |
| 5                                                                         | 6                                                                         | 6                                                                         | Budapest, Koppány utca (csak felszállás céljából)                         | ∫                                                                         | ∫                                                                         | ∫                                                                         | |
| 9                                                                         | 11                                                                        | 11                                                                        | Budapest, Timót utca / Soroksári út                                       | 38                                                                        | 40                                                                        | 28                                                                        | 224 627, 632, 635, 636, 650, 653, 654, 655, 659, 661 |
| 11                                                                        | 13                                                                        | 13                                                                        | Budapest, Pesterzsébet felső                                              | 36                                                                        | 38                                                                        | 26                                                                        | 66, 66B, 224, 224E 626, 627, 628, 629, 632, 635, 636, 650, 653, 654, 655, 659, 660, 661 1080, 1110 |
| 13                                                                        | 15                                                                        | 15                                                                        | Budapest, Pesterzsébet vasútállomás                                       | 34                                                                        | 36                                                                        | 24                                                                        | 66, 66B, 119, 151, 166 632, 635, 636, 650, 653, 654, 655, 659, 661 |
| 15                                                                        | 17                                                                        | 17                                                                        | Budapest, Festékgyár                                                      | 31                                                                        | 33                                                                        | 21                                                                        | 66, 66B, 66E, 166 627, 632, 635, 636, 650, 653, 654, 655, 659, 661 |
| 18                                                                        | 20                                                                        | 20                                                                        | Budapest, Soroksár, Hősök tere                                            | 28                                                                        | 30                                                                        | 19                                                                        | 66, 66B, 66E, 135, 166 626, 627, 628, 629, 632, 635, 636, 650, 653, 654, 655, 659, 660, 661 1080, 1110 |
|                                                                           | 22                                                                        | 22                                                                        | Budapest, Zsellér dűlő                                                    | 24                                                                        | 26                                                                        |                                                                           | 66, 66B, 66E, 135 626, 627, 628, 629, 632, 635, 636 |
| 24                                                                        | 24                                                                        | Budapest, Ócsai úti felüljáró                                             | 22                                                                        | 24                                                                        | 66, 66B, 66E 632, 635, 636                                                |                                                                           | |
| 23                                                                        | 25                                                                        | 25                                                                        | Budapest, Központi raktárak                                               | 21                                                                        | 23                                                                        | 66, 66B, 66E 626, 627, 628, 629, 632, 635, 636                            | |
|                                                                           | 27                                                                        | 27                                                                        | Budapest, Transzformátor állomás                                          | 19                                                                        | 21                                                                        | 635, 636                                                                  | |
| Budapest–Alsónémedi közigazgatási határa                                  |                                                                           |                                                                           |                                                                           |                                                                           |                                                                           |                                                                           | |
| 27                                                                        | 29                                                                        | 29                                                                        | Alsónémedi, Penny Market                                                  | 14                                                                        | 16                                                                        |                                                                           | 636 |
|                                                                           | 31                                                                        | 31                                                                        | Alsónémedi, temető                                                        | 12                                                                        | 14                                                                        | 636                                                                       | |
| 33                                                                        | 33                                                                        | Alsónémedi, Árpád út                                                      | 10                                                                        | 12                                                                        | 626, 627, 628, 629, 636 1080                                              |                                                                           | |
| 35                                                                        | 35                                                                        | Alsónémedi, Árpád utca 59.                                                | 8                                                                         | 10                                                                        | 626, 627, 628, 636 1080                                                   |                                                                           | |
| 37                                                                        | ∫                                                                         | Alsónémedi, Nefelejcs utca                                                | ∫                                                                         | 8                                                                         | 633                                                                       |                                                                           | |
| 39                                                                        | 37                                                                        | Alsónémedi, Haraszti utca 81.                                             | 6                                                                         | 6                                                                         | 626, 627, 628, 633, 636 1080                                              |                                                                           | |
| 41                                                                        | 39                                                                        | Alsónémedi, Haraszti utca 13.                                             | 4                                                                         | 4                                                                         | 626, 627, 628, 633, 636 1080                                              |                                                                           | |
| 45                                                                        | 43                                                                        | 41                                                                        | Alsónémedi, Szabadság tér                                                 | 2                                                                         | 2                                                                         | 2                                                                         | 626, 627, 628, 629, 633, 636 1080, 1081, 1090 |
| 47                                                                        | 45                                                                        | 43                                                                        | Alsónémedi, ócsai elágazás végállomás                                     | 0                                                                         | 0                                                                         | 0                                                                         | 633, 636 |